# Planciusspoorbrug
De Planciusspoorbrug is een spoorviaduct in Amsterdam-Centrum in Nederland.
De brug overspant de noordzuid lopende Planciusstraat, haar directe naamgever, beide zijn vernoemd naar Petrus Plancius. Tot november 2017 stond de brug bekend als S6 en S7 (spoorbrug 6 en 7). In die maand ver/hernoemde de gemeente Amsterdam alle spoorbruggen in de stad voor opname in het Basisregistraties Adressen en Gebouwen.
Het viaduct ligt in de drie spoorlijnen tussen de stations Amsterdam Centraal Station en Station Amsterdam Sloterdijk, de lijnen:
- Amsterdam - Haarlem;
- Amsterdam - Zaandam;
- Amsterdam Centraal - Schiphol.

## Geschiedenis
De Planciusstraat dateert van rond 1875, toen deze straat haar naam kreeg. Een spoorviaduct was toen nog niet noodzakelijk want de treinen uit Zaandam en Haarlem hadden hun eindstation aan Station Amsterdam Willemspoort (nu Westerpark), ten westen van de Singelgracht. Toen de plannen tot bouw van het Amsterdam Centraal Station definitieve vormen aannam met het hulpstation Station Amsterdam Westerdok (1878) moest er een viaduct worden aangelegd. Die verlenging van de spoorlijn stadinwaarts lag namelijk op een dijklichaam en een viaduct met een eindeloze rij bogen stad in.
Om die verbinding te kunnen leggen werd er een spoorviaduct neergelegd met een liggerbrug voor de onderdoorgang van de tram, eerst lijn 10, sinds 1921 ook lijn 23. Vanaf 1945 reed er geen tram meer tot in 1951 lijn 3 verscheen. Ook kwam er een boogbrug (verlengde van de boogconstructie) voor het overig verkeer. In 1955 werd er via foto vastgelegd dat er twee parallelle bruggen lagen, de oude en een geheel stalen brug in één overspanning over zowel trambaan als rijweg. Rond 1957 werd de weg verbreed en sneuvelde de oude combinatie om plaats te maken voor een tweede stalen brug met een overspanning. Onder die brug kwamen de tramsporen noordzuid en zuidnoord toen over elkaar te liggen. Regelmatig werd de bovenleiding van de tram door te hoge vrachtwagens vernield. Omdat er onvoldoende ruimte voor een vrije baan was besloot men later tot aanleg van strengelspoor onder de brug waarbij wel een vrije baan mogelijk was.
Van 1991 tot 1994 werd er opnieuw gebouwd aan spoorverbreding. De bruggen werden gesloopt en vervangen door een geheel betonnen brug. Deze verbreding vond plaats onder supervisie van de Nederlandse Spoorwegen, die vermoedelijk ook deze betonnen brug hebben ontworpen. De overspanning met daarop zes sporen is dan geheel gesloten en wordt gedragen door betonnen kolommen. De brug gaat naar het westen toe bijna direct over in de Houtmanspoorbrug. Om ruimte voor de bouw te verkrijgen werd lijn 3 tijdens werkuren ingekort waarbij op Haarlemmerplein een door de spoorwegen betaald overloopwissel voor de tram werd aangelegd. Hierbij zou met tweerichtingswagens worden gependeld tussen Haarlemmerplein en Frederik Hendrikplantsoen. Door gebrek aan voldoende rijvaardige tweerichtingwagens was dit echter vrijwel niet mogelijk. De pendeldienst werd toen korte tijd uitgevoerd door bussen en daarna werden de passagiers verwezen naar bus 18. Na de werkzaamheden werd het vrijwel ongebruikte overloopwissel weer verwijderd en was er voldoende ruimte voor dubbelspoor met vrije baan onder de brug.

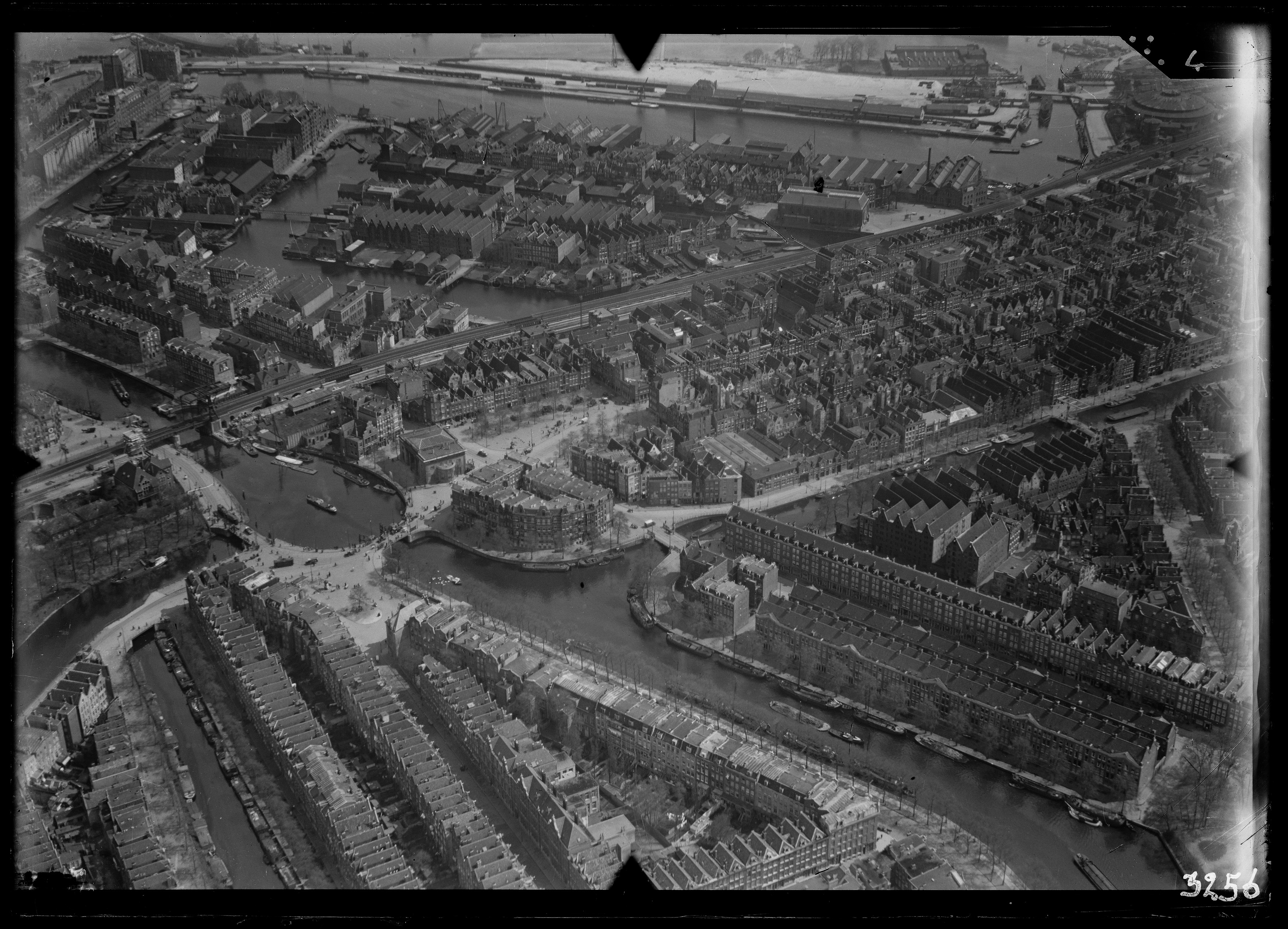
Luchtfoto van Singelgrachtbrug (Houtmanspoorbrug) en Plancisspoorbrug vlak naast elkaar

Abcouderpadspoorbrug ·
AMC-Padspoorbrug ·
Amstelveensewegspoorbrug ·
Anderlechtspoorbrug ·
Arlandaspoorbrug ·
Basiswegspoorviaduct Oost ·
Basiswegspoorviaduct West ·
Beethovenspoorbrug ·
Ben Viljoenspoorbrug ·
Beukenwegspoorbrug ·
Bonispoorbrug ·
Bos en Lommerspoorbrug ·
Spoorbrug in de Burgemeester Stramanweg · 
Bullewijkspoorbrug ·
Carrascospoorviaduct ·
Celebesspoorbrug ·
Comeniusspoorbrug ·
Czaar Peterspoorbrug ·
Cruquiusspoorbrug ·
Dalsteinbrug ·
Domselaerspoorbrug ·
Erasmusspoorbrug ·
Europaboulevardspoorbrug ·
Frans de Wollantsspoorbrug ·
Gaasperdammerspoorbrug ·
Haarlemmerwegspoorbrug ·
Heemstedespoorbrug ·
Hemsterhuisspoorbrug ·
Henk Sneevlietspoorbrug ·
Hoogoorddreefspoorbrug ·
Houtmanspoorbrug ·
Houttuinenspoorbrug ·
Insulindespoorbrug ·
Jan Evertsenspoorbrug ·
Jan van Galenspoorbrug ·
Johan Huizingaspoorbrug ·
Kabelwegspoorbrug ·
Karspeldreefspoorbrug ·
Kastrupspoorbrug ·
Kattenburgerspoorbrug ·
Korte Prinsengrachtspoorbrug ·
Kruislaanspoorbrug ·
Lelylaanspoorbrug ·
Linnaeuskadespoorbrug ·
Linneausstraatspoorbrug ·
Meibergpadspoorbrug ·
Molukkenspoorbrug ·
Mr. Treubspoorbrug ·
Museumlijnspoorbrug ·
Nieuwegeinspoorbrug ·
Nieuwe Haagsespoorbrug ·
Noordzeewegspoorbrug ·
Omvalspoorbrug ·
Oostertoegangsspoorbrug ·
Oosterdoksspoorbrug ·
Overbrakerspoorbrug ·
Overzichtspoorbrug ·
Pablo Nerudaspoorbrug West ·
Pablo Nerudaspoorbrug Oost ·
Parnassusspoorbrug ·
Piarcospoorviaduct ·
Pieter Calandspoorbrug ·
Planciusspoorbrug ·
Ringdijkspoorbrug ·
Robert Fruinspoorbrug ·
Rozenoordspoorbrug ·
Schinkelspoorbrug ·
Seinewegspoorbrug Noord ·
Seinewegspoorbrug Zuid ·
Sloterdijkerwegspoorweg ·
Solitudolaanspoorbrug ·
Spaarndammerspoorbrug ·
Strandvlietspoorbrug ·
Tafelbergspoorbrug ·
Tjepmaspoorbrug ·
Transformatorwegspoorbrug ·
Van Swindenspoorbrug ·
Vlaardingenspoorbrug ·
Westerdoksdijkspoorbrug ·
Westertoegangsspoorbrug ·
Wibautspoorbrug ·
Wiltzanghspoorbrug ·
Wijttenbachspoorbrug ·
Zaandijkspoorbrug ·
Zaventemspoorbrug ·
Zeeburgerdijkspoorbrug ·
Zeeburgerpadspoorbrug